# 多聞院日記
『多聞院日記』（たもんいんにっき）は、奈良・興福寺の塔頭・多聞院において、文明10年（1478年）から元和4年（1618年）にかけて140年もの間、僧の英俊を始め、三代の筆者によって延々と書き継がれた日記。当時の近畿一円の記録が僧侶達の日記から分る一級資料である。

## 概要
基本的には寺院の生活、身辺のことを記した日記である。室町時代末期から、戦国時代、安土桃山時代、さらに江戸時代初頭の大坂冬の陣、夏の陣と、激動の時代の奈良を中心とした近畿地方の情勢を物語る貴重な断片的情報が記述されている。
原本は散逸しているが、江戸中期の写本が興福寺に伝存している。
また、方広寺大仏殿（京の大仏）の金属に使う名目で行われた刀狩は一揆抑制のものであると論じられている他、段仕込み、諸白造り、火入れなど、中世末の僧坊酒で培われた日本酒の造り方に関する記述も散見される。醗酵学者の坂口謹一郎は『日本の酒』（新版岩波文庫）で引用し称えている。